# قرار مجلس الأمن التابع للأمم المتحدة رقم 392
قرار مجلس الأمن التابع للأمم المتحدة رقم 392، الصادر في 19 يونيو 1976، بعد مقتل شباب سود على يد شرطة جنوب إفريقيا في سويتو ومناطق أخرى، أدان المجلس بشدة حكومة جنوب إفريقيا لتدابيرها القمعية ضد الشعب الأفريقي. كما أعرب عن صدمته بعد «إطلاق النار القاسي» على المتظاهرين وتعاطفه مع الضحايا الذين كانوا يتظاهرون ضد سياسات الحزب الوطني. كما أكد القرار من جديد أن «سياسة الفصل العنصري هي جريمة ضد ضمير البشرية وكرامتها وتعكر صفو السلم والأمن الدوليين بشكل خطير» التي استمرت في تحد لقرارات مجلس الأمن والجمعية العامة.
وعُقد الاجتماع بعد أن أثارت بنين وليبيا ومدغشقر وتنزانيا القضية في رسالة إلى المجلس. ولم يتم إعطاء تفاصيل عن التصويت، إلا أن القرار «تم تبنيه بتوافق الآراء».
لقد أكد القرار، مثل غيره من القرارات، على الحق المشروع في تقرير المصير لشعب جنوب أفريقيا.

## روابط خارجية
- نص القرار في undocs.org